# جبريل كوان
جبريل كوان (بالإنجليزية: Gabriel Cowan)‏ هو مخرج أمريكي، ولد في 4 ديسمبر 1973 في لوس أنجلوس في الولايات المتحدة.

## وصلات خارجية
- جبريل كوان على موقع IMDb (الإنجليزية)
- جبريل كوان على موقع ألو سيني (الفرنسية)
- جبريل كوان على موقع ميوزك برينز (الإنجليزية)
- جبريل كوان على موقع أول موفي (الإنجليزية)
- جبريل كوان على موقع قاعدة بيانات الفيلم (الإنجليزية)
- جبريل كوان على موقع كينوبويسك (الروسية)